# Олбері
Олбері (англ. Albury) — місто в штаті Новий Південний Уельс (Австралія).
Олбері розташоване на північному березі річки Муррей. Через місто проходить шосе Г'юм, що з'єднує міста Мельбурн і Сідней.
Річка Муррей відокремлює Олбері від міста-близнюка Водонга в штаті Вікторія. Разом ці два міста утворюють міський район з населенням в 90 281 осіб. Місто знаходиться за 554 км від Сіднея, столиці штату Новий Південний Уельс, за 326 км від Мельбурна, столиці штату Вікторія, і за 341 км від Канберри, столиці Австралії.
Місто назване на честь села в Англії. Отримало статус міста 1946 року.

## Історія
- 16 листопада 1824 року — перші європейські дослідники відвідали район майбутнього поселення.
- 13 квітня 1839 року — офіційно засновано поселення Олбері і затверджений його план.
- 1 квітня 1843 року — відкрилося поштове відділення.
- 1851 рік — Вікторія відокремилася від Нового Південного Уельсу, кордон між ними пройшов по річці Муррей, таким чином Олбері став прикордонним містом.
- 1860 рік — побудований перший міст через Муррей, в Олбері створено митний пост на дорозі між двома колоніями.
- 1870-ті роки — побудована фабрика з виробництва масла, млин, виноробня і фабрика з виробництва безалкогольних напоїв.
- 1877 рік — закладений ботанічний сад.
- 1881 рік — побудована залізнична лінія Сідней — Олбері.
- 1883 рік — побудований тимчасовий дерев'яний залізничний міст, однак прямого сполучення на лінії Мельбурн-Сідней організувати не вдалося, тому що залізниці Вікторії і Нового Південного Уельсу мали різну ширину колії до 1962 року.
- 1888 рік — побудована перша школа.
- 1903 рік — місто Олбері запропоновано в якості кандидата на національну столицю, однак за цю пропозицію проголосував лише один кандидат.
- 1934 рік — на іподромі міста здійснив аварійну нічну посадку авіалайнер Douglas DC-2, який брав участь в межконтінетальном перельоті за маршрутом Лондон — Мельбурн.
- 1946 рік — Олбері отримав статус міста (city).
- 1947 рік — поблизу міста створено перший в Австралії центр для прийому іммігрантів.
- 1973 рік — створення агломерації Олбері-Водонга.

## Клімат
У Олбері вологий субтропічний клімат (Cfa за класифікацією кліматів Кеппена) з прохолодною і м'якою зимою і жарким літом.
Влітку середня денна максимальна температура становить 30 °C при низькій вологості, проте спостерігаються істотні зміни температури протягом доби. На літній період в середньому припадає 17 днів з максимальною температурою вище 35 °C. Середні зимові максимуми складають 14 °C. Взимку звичайні морози, приблизно 20 днів на рік стовпчик термометра опускається нижче нуля.
Середньорічна кількість опадів Олбері становить 707,1 міліметра, що більше, ніж в Мельбурні, але менше, ніж в Сіднеї. Дощі йдуть протягом всього року, але більша їх частина припадає на зимові місяці. Клімат Олбері характеризується досить високою швидкістю випаровування, тому природа міста має більш суворий вигляд навіть у порівнянні з містами, де випадає менше опадів (наприклад Мельбурном).
| Клімат Олбері                                                                                | Клімат Олбері | Клімат Олбері | Клімат Олбері | Клімат Олбері | Клімат Олбері | Клімат Олбері | Клімат Олбері | Клімат Олбері | Клімат Олбері | Клімат Олбері | Клімат Олбері | Клімат Олбері | Клімат Олбері |
| Показник                                                                                     | Січ.          | Лют.          | Бер.          | Квіт.         | Трав.         | Черв.         | Лип.          | Серп.         | Вер.          | Жовт.         | Лист.         | Груд.         | Рік           |
| Абсолютний максимум, °C                                                                      | 44,6          | 41,9          | 39,0          | 35,7          | 27,6          | 22,5          | 19,5          | 25,0          | 28,9          | 36,5          | 39,5          | 42,2          | 44,6          |
| Середній максимум, °C                                                                        | 31,2          | 30,9          | 27,6          | 22,7          | 17,8          | 13,9          | 13,0          | 14,8          | 17,7          | 21,2          | 25,4          | 28,8          | 22,1          |
| Середня температура, °C                                                                      | 23,3          | 23,1          | 20,0          | 15,6          | 11,6          | 8,6           | 7,8           | 9,2           | 11,6          | 14,5          | 18,1          | 21,0          | 15,37         |
| Середній мінімум, °C                                                                         | 15,5          | 15,4          | 12,4          | 8,5           | 5,5           | 3,4           | 2,7           | 3,6           | 5,5           | 7,9           | 10,9          | 13,3          | 8,7           |
| Абсолютний мінімум, °C                                                                       | 5,8           | 5,8           | 3,0           | 0,5           | −3            | −4            | −4            | −4            | −1,4          | 0,4           | 2,2           | 5,0           | −4            |
| Норма опадів, мм                                                                             | 50.1          | 46.5          | 44.5          | 46.5          | 54.0          | 70.6          | 79.7          | 78.5          | 62.8          | 57.5          | 59.6          | 49.5          | 707.1         |
| Вологість повітря, %                                                                         | 33            | 36            | 38            | 45            | 58            | 68            | 68            | 60            | 56            | 47            | 41            | 36            | 49            |
| -------------------------------------------------------------------------------------------- | ------------- | ------------- | ------------- | ------------- | ------------- | ------------- | ------------- | ------------- | ------------- | ------------- | ------------- | ------------- | ------------- |
| Джерело: ALBURY AIRPORT, Climate statistics for Australian locations / Bureau of Meteorology |               |               |               |               |               |               |               |               |               |               |               |               |               |

## Відомі уродженці
- Маргарет Корт (1942) — австралійська тенісистка, колишня перша ракетка світу.
- Лорен Джексон (1981) — австралійська баскетболістка, олімпійська медалістка.
- Річард Роксбург (1962) — австралійський актор.

## Галерея

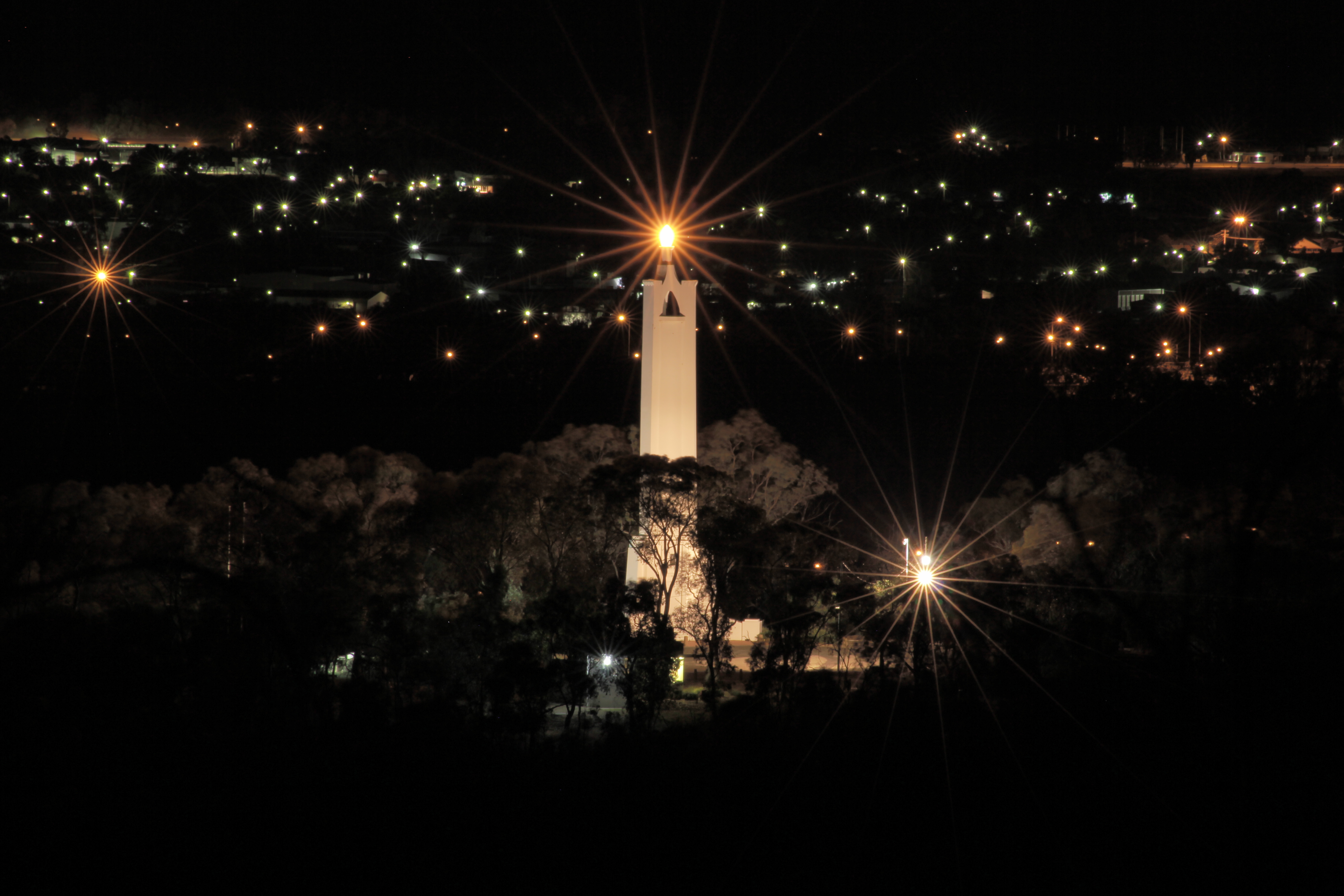
Військовий меморіал вночі
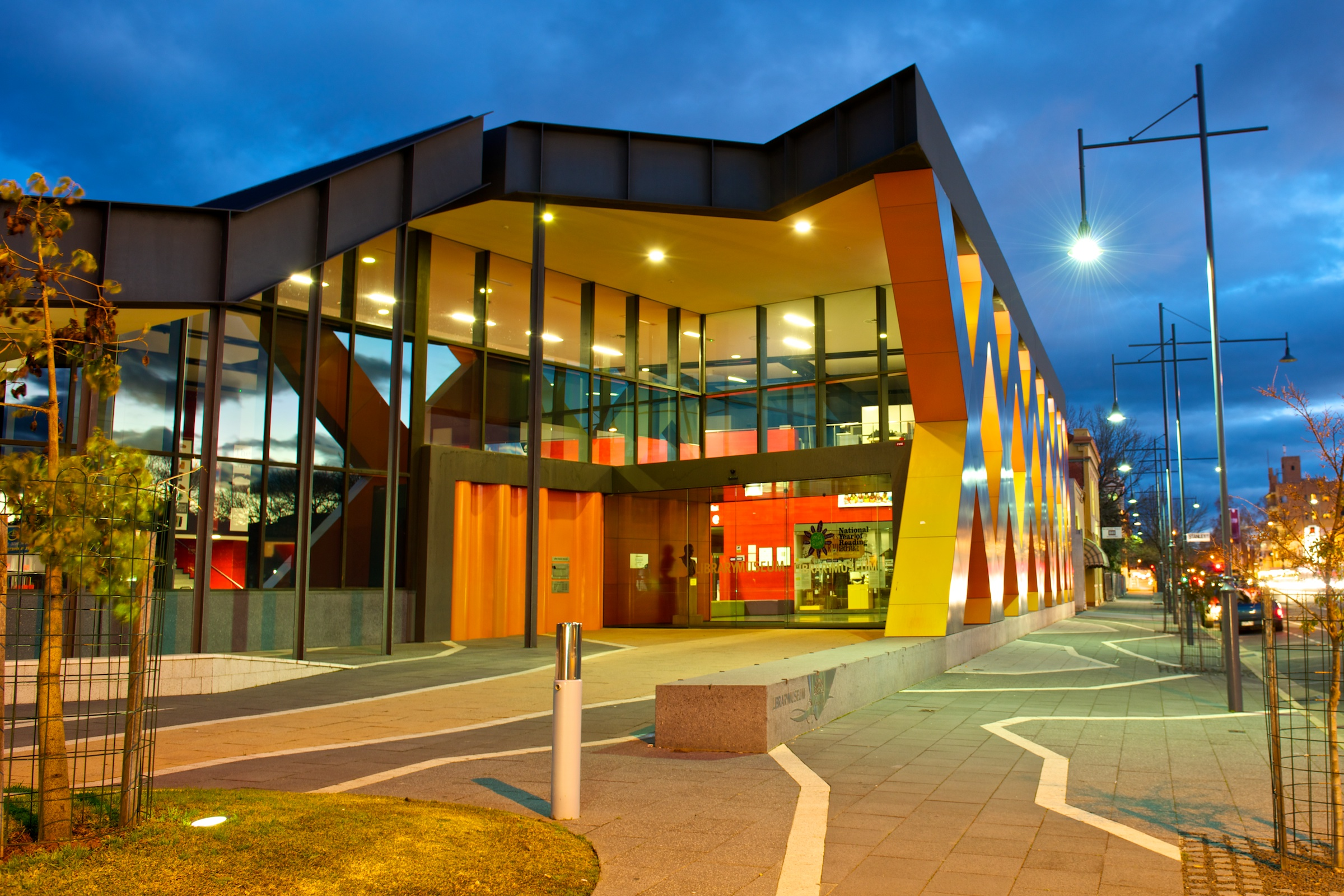
Бібліотека і музей під одним дахом
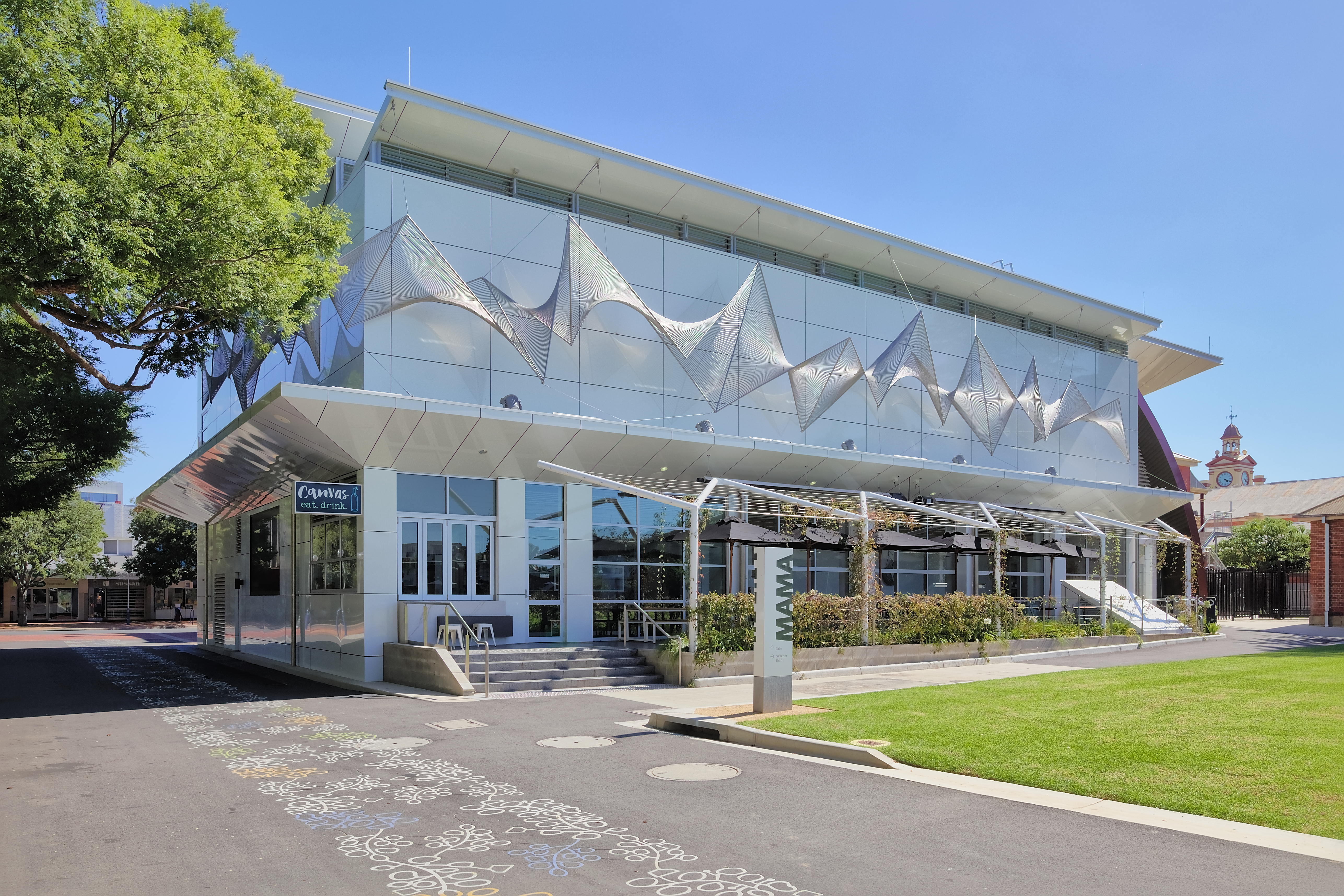
Галерея мистецтв
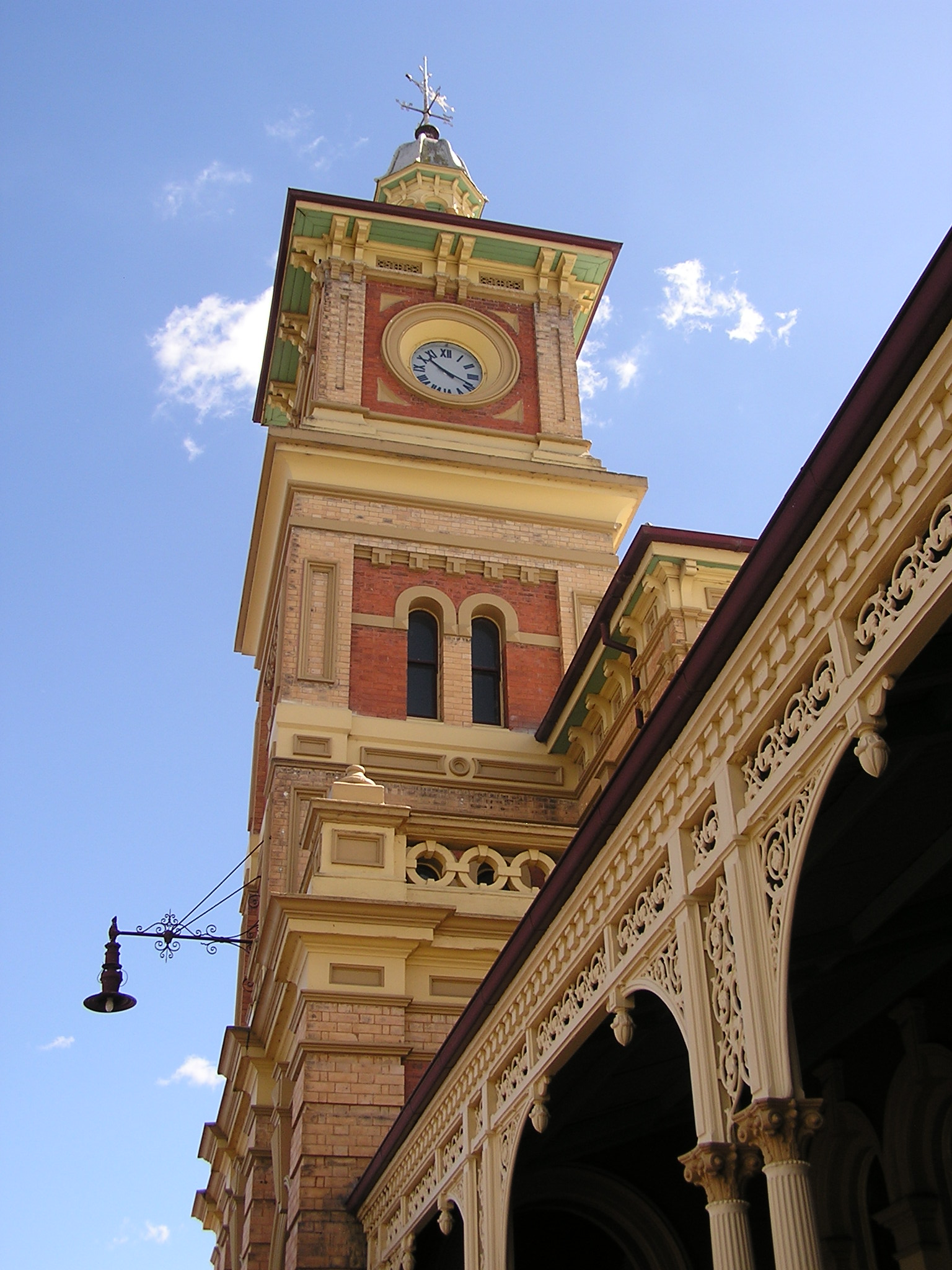
Залізничний вокзал
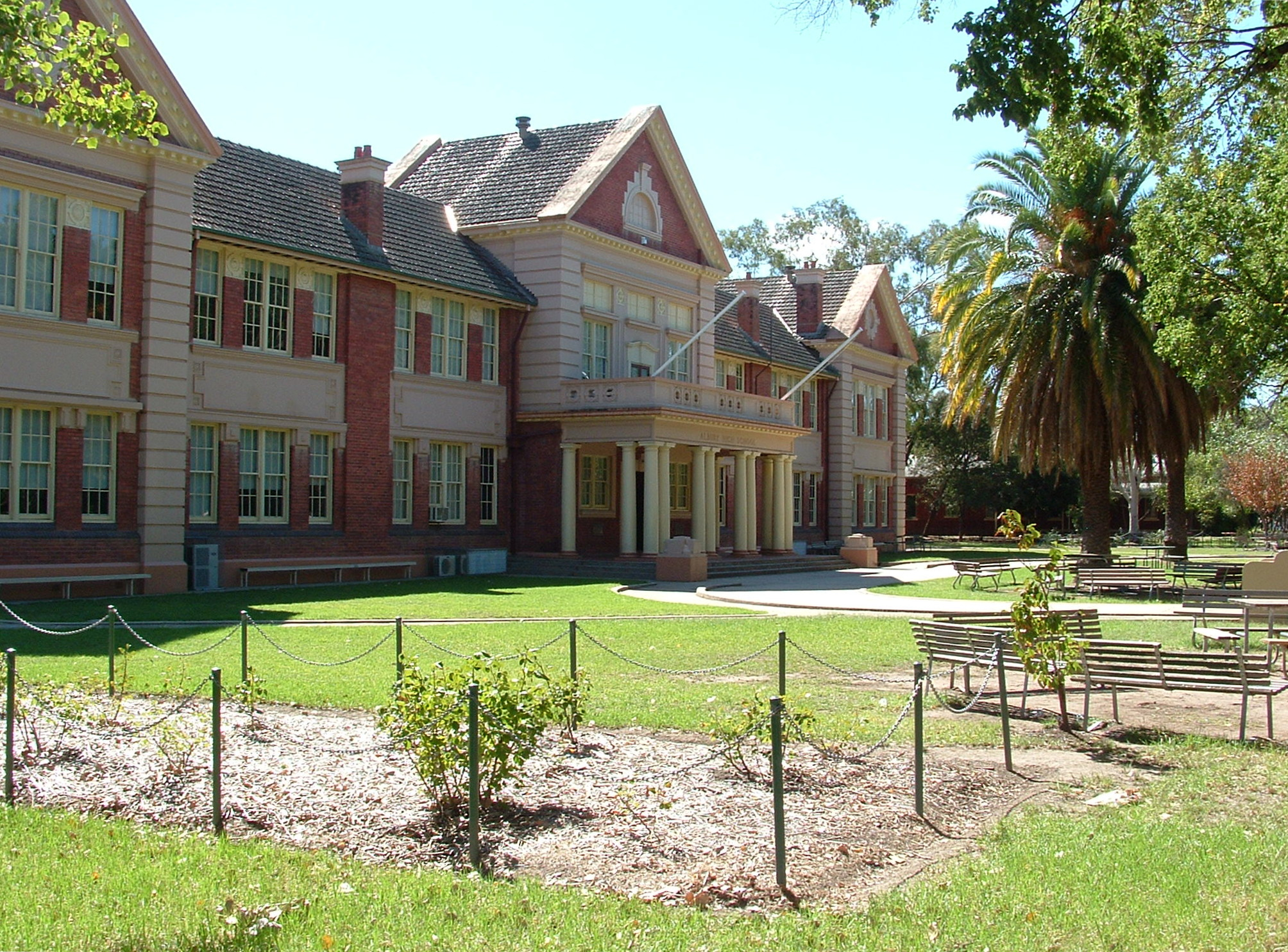
Школа
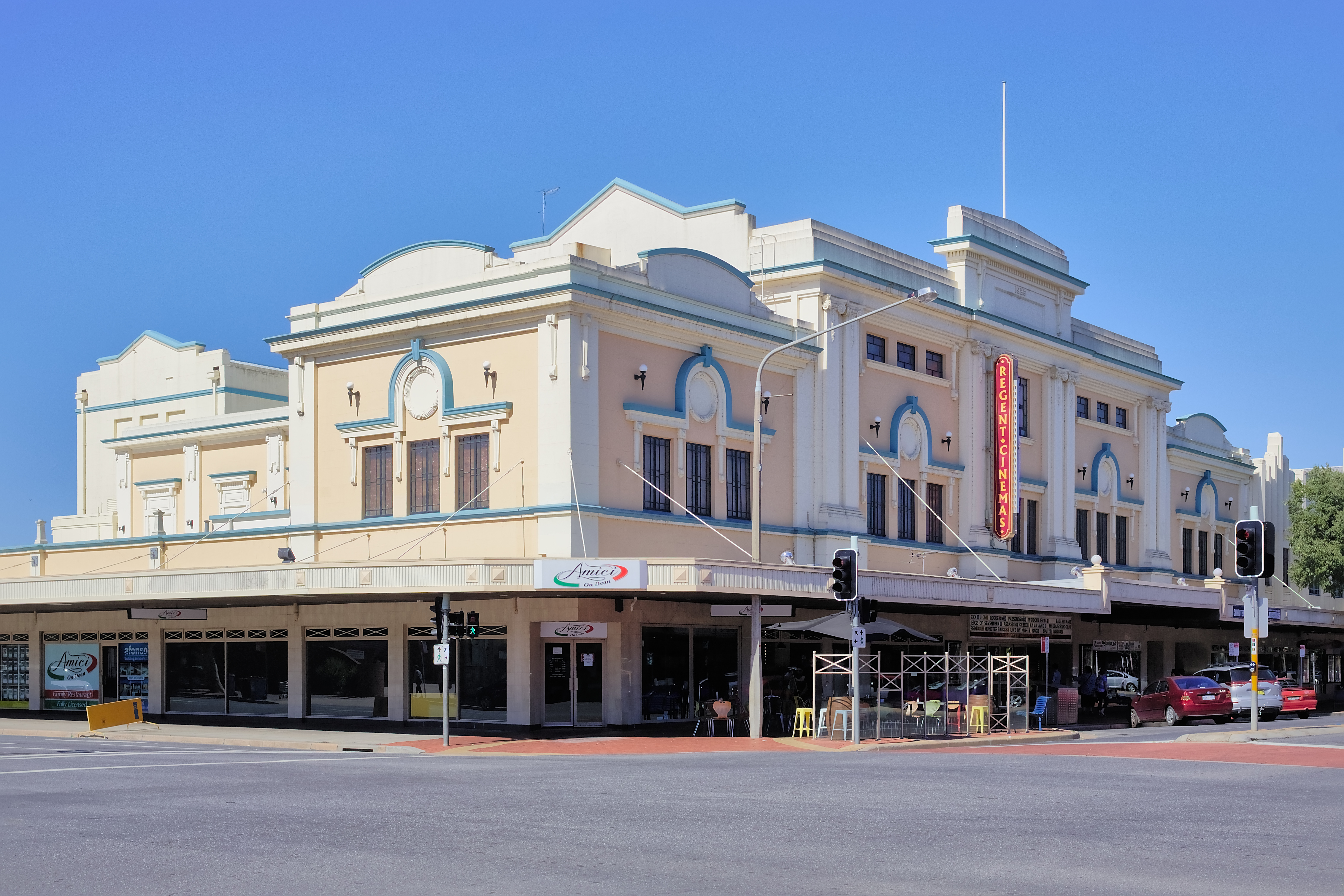
Кінотеатр «Regent Cinemas»
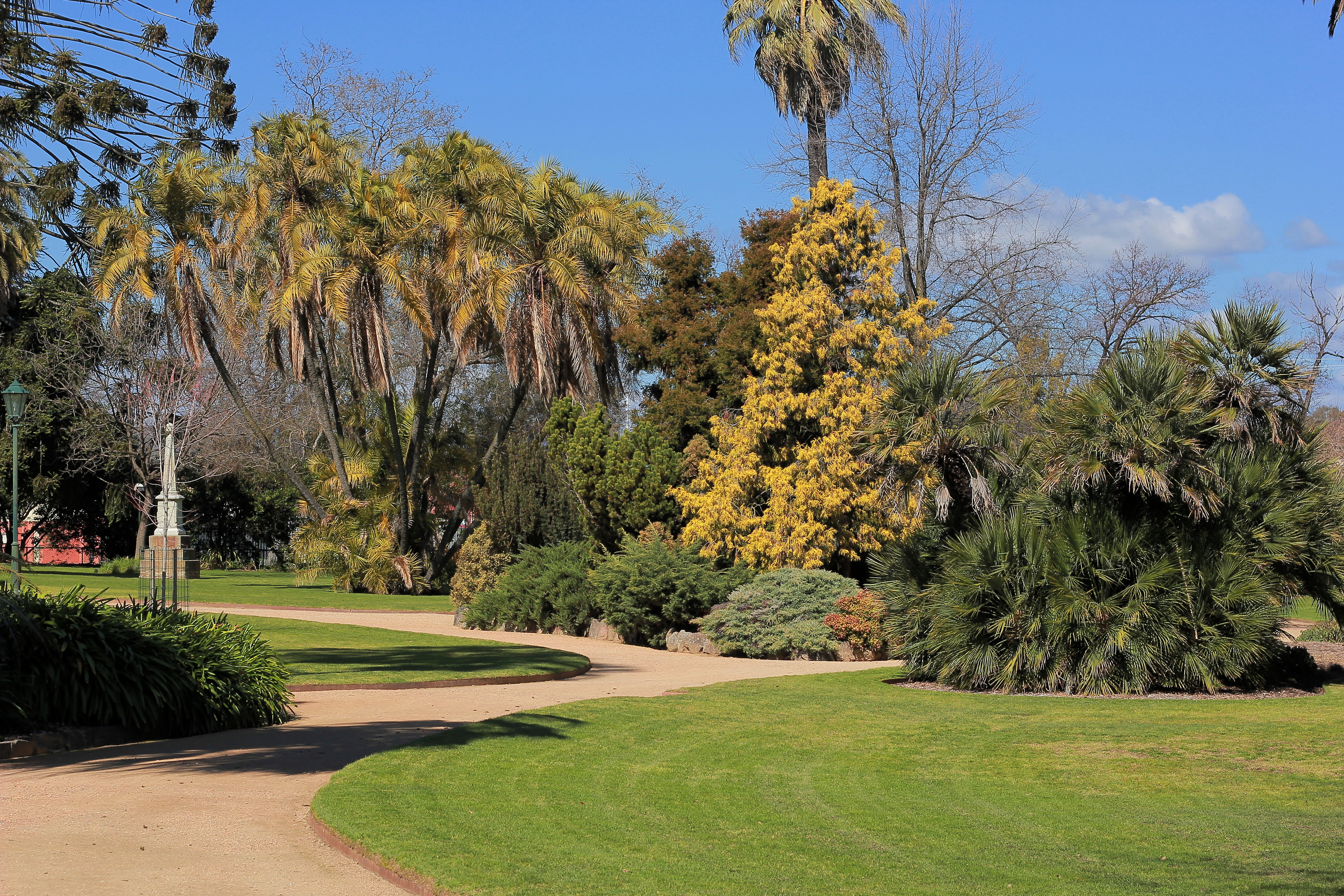
Ботанічний сад
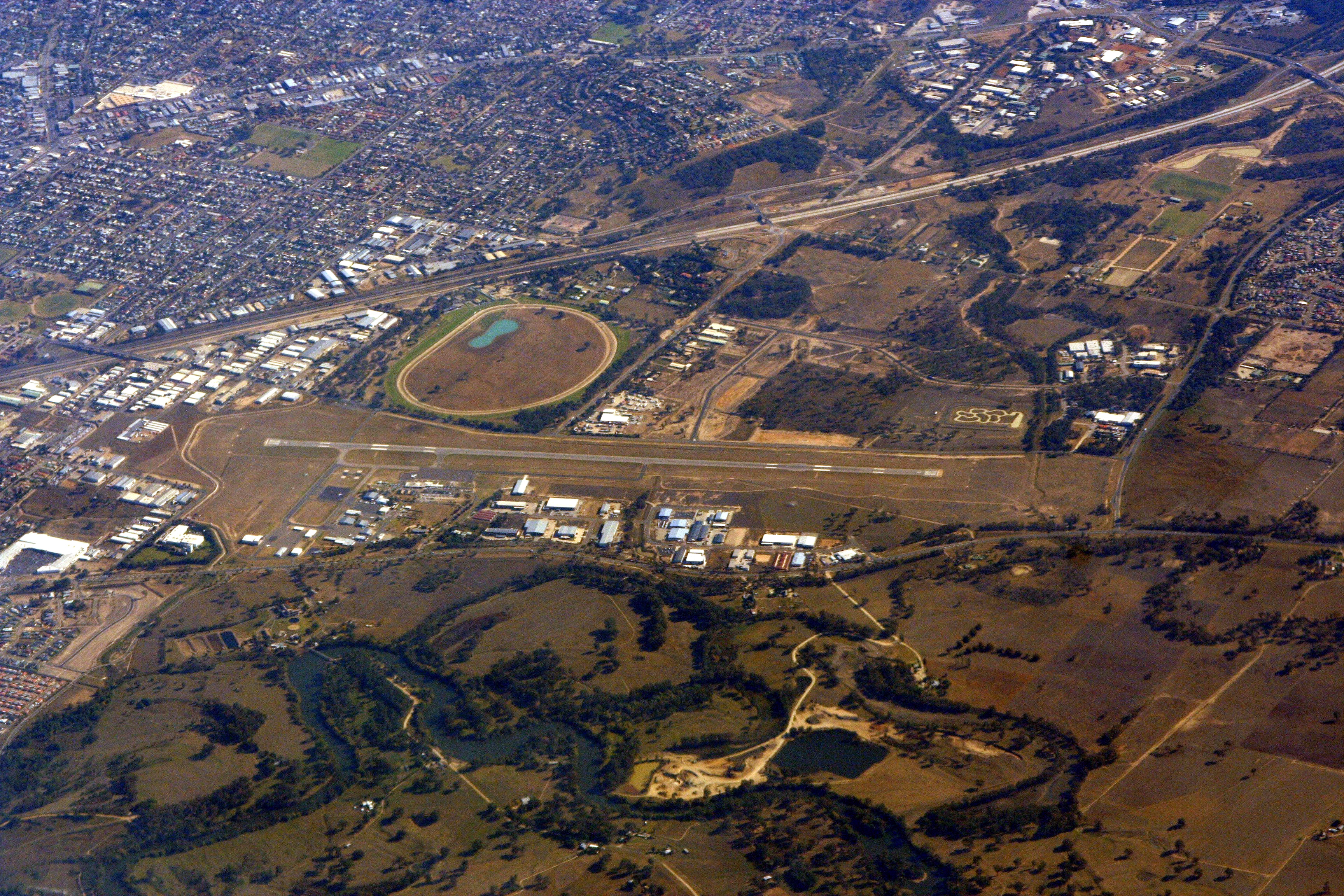
Аеропорт Олбері з повітря